# Compendium (программное обеспечение)
Compendium — компьютерная программа и инструмент социальных наук. Программа призвана облегчить отображение и управление идеями и аргументами. Представляет визуальную среду для структурирования и записи, ведения совместной работы при обсуждении и решении коварной проблемы (головоломок).
Программное обеспечение было выпущено некоммерческой организацией Compendium Institute. Текущая версия использует информационную систему, основанную на проблемах (IBIS). Это структура картирования (меппинга) аргументации, впервые разработанную Хорстом Риттелем в 1970-х годах. Compendium добавляет функциональные возможности гипертекстовой разметки и совместима с различными базами данных.
Исходный код Compendium был полностью выпущен под лицензией GNU Lesser General Public License 13 января 2009 года. Программу Compendium все еще можно загрузить, но она больше не поддерживается.

## Области применения
Compendium визуально представляет мысли и иллюстрирует различные взаимосвязи между различными проблемами, вопросами, идеями, ответами и аргументами. Её можно использовать для самых разных приложений, таких как: отображение проблем на собраниях, обоснование дизайна и анализ требований, управление собраниями (повестка дня и протоколы), отслеживание действий и проблем, управление требованиями, классификация, шаблоны управления и справочные базы данных (например, личные базы знаний).
Создание карт проблем графически представляет отношения между проблемами и идеями, и облегчает понимание взаимосвязанных тематик посредством схематического представления.
Программное обеспечение может использоваться группой людей для совместной передачи идей друг другу с помощью визуальных диаграмм. Метод групповой фасилитации, называемый диалоговым картированием, особенно подходит для использования с Compendium.
Шаблоны Compendium для критического мышления можно использовать для создания карт аргументов с использованием теории аргументации, разработанной такими учеными как Дуглас Н. Уолтон, Крис Рид и Фабрицио Маканьо. Схемы аргументации — это заранее определенные шаблоны рассуждений для анализа и построения аргументов. Каждая схема сопровождается списком критических вопросов, которые можно использовать для оценки того, является ли конкретный аргумент хорошим или ошибочным. Используя эти схемы аргументации, пользователи Compendium могут более подробно исследовать утверждения, чтобы раскрыть их неявную логическую основу и повысить строгость и глубину обсуждений.

## Функции
Идеи представлены в виде значков, называемых узлами. Существует десять типов узлов: вопрос, ответ, список, карты, за, против, примечание, решение, ссылка, аргумент. Различают три типа отношений между узлами: ассоциативный, трансклюзивный, категориальный. Изображения можно размещать непосредственно в представлении, назначать их узлу или как фоновое изображение. Особенности Compendium включают в себя:
- Возможность перетащить (англ. drag and drop) и разместить документ или веб-сайт непосредственно на карту
- Полная свобода организации иконок
- Ключевые слова в виде тэгов
- Схематично отображать и обозначать связи между понятиями для иллюстрации взаимосвязей
- Возможность создания карт диалогов в групповых проектах для отображения связей между идеями.
- Возможность совместного создания и редактирования карт аргументов.
- Создание шаблонов вопросов/проблем
- Возможность поделится путями обучения
- Организовывать большие объемы информации
- Возможность расположить ресурсы последовательно, чтобы разработать траекторию обучения

Пользователи могут использовать Compendium с системой управления реляционными базами данных Apache Derby (внутренняя) или MySQL (внешняя).
Программное обеспечение может быть подключено к сети. Поддерживает параллелизм и различные представления при использовании MySQL.

## История
Compendium является результатом пятнадцатилетнего развития совместного моделирования, начатого в середине 1990-х Элом Селвином и Маартеном Серхуисом из NYNEX Science & Technology. Теория, лежащая в основе программного обеспечения, восходит к 1970-м годам, когда Хорст Риттель впервые разработал концепцию IBIS. Selvin и Sierhuis использовали более раннее программное обеспечение Джеффа Конклина для гипертекстового картирования проблем: gIBIS и QuestMap.
С тех пор многие ассоциации внесли свой вклад в разработку Compendium. В их число входят Blue Oxen Associates, Центр творческого лидерства, Институт медиа знаний Открытого университета, Verizon, Институт CogNexus и Agent iSolutions. В 2012 году сообщество Compendium создало CompendiumNG для дальнейшего продвижения и разработки программного обеспечения.

## Дополнительное чтение
- Buckingham Shum, Simon J. Argumentation schemes: Compendium templates for critical thinking. Compendium Institute (19 февраля 2007). Дата обращения: 11 января 2015.
- Buckingham Shum, Simon J. Hypermedia discourse: contesting networks of ideas and arguments // Conceptual structures: knowledge architectures for smart applications / Priss ; Polovina ; Hill. — New York : Springer, 2007b. — Vol. 4604. — P. 29–44. — ISBN 978-3540736806. — doi:10.1007/978-3-540-73681-3_3.
- Buckingham Shum, Simon J. Memetic: an infrastructure for meeting memory // Cooperative systems design: seamless integration of artifacts and conversations — enhanced concepts of infrastructure for communication / Simon J Buckingham Shum, Roger Slack, Michael Daw … [и др.]. — Amsterdam; Washington, DC : IOS Press, 2006. — Vol. 137. — P. 71–85. — ISBN 9781586036041.
- Conklin, E Jeffrey. Dialogue mapping: building shared understanding of wicked problems. — Chichester, UK; Hoboken, NJ : John Wiley & Sons, 2006. — ISBN 0470017686.
- Conole, Gráinne. Using Compendium as a tool to support the design of learning activities // Knowledge cartography: software tools and mapping techniques / Okada ; Buckingham Shum ; Sherborne. — New York : Springer, 2008. — P. 199–221. — ISBN 9781848001480. — doi:10.1007/978-1-84800-149-7_10.
- Culmsee, Paul. The heretic's guide to best practices: the reality of managing complex problems in organisations / Paul Culmsee, Kailash Awati. — Bloomington, IN : iUniverse, Inc., 2011. — ISBN 9781462058549.
- Visualizing argumentation: software tools for collaborative and educational sense-making / Kirschner ; Buckingham Shum ; Carr. — New York : Springer, 2003. — ISBN 1852336641. — doi:10.1007/978-1-4471-0037-9.
- McCrickard, Scott. Making claims: the claim as a knowledge design, capture, and sharing tool in HCI. — San Rafael, CA : Morgan & Claypool, 2012. — Vol. 15. — ISBN 9781608459056. — doi:10.2200/S00423ED1V01Y201205HCI015.
- Ohl, Ricky. Computer supported argument visualisation: modelling in consultative democracy around wicked problems // Knowledge cartography: software tools and mapping techniques / Okada ; Buckingham Shum ; Sherborne. — New York : Springer, 2008. — P. 267–286. — ISBN 9781848001480. — doi:10.1007/978-1-84800-149-7_13.
- Selvin, Al. Constructing knowledge art: an experiential perspective on crafting participatory representations / Al Selvin, Simon J Buckingham Shum. — San Rafael, CA : Morgan & Claypool, 2015. — Vol. 23. — ISBN 9781627052603. — doi:10.2200/S00593ED1V01Y201408HCI023.
- Walton, Douglas. Schemes in Compendium // Argumentation schemes / Douglas Walton, Chris Reed, Fabrizio Macagno. — Cambridge; New York : Cambridge University Press, 2008. — P. 400. — ISBN 9780521897907.
- Zubizarreta, Rosa. Practical dialogue: emergent approaches for effective collaboration // Creating a culture of collaboration: the International Association of Facilitators handbook / Schuman. — San Francisco : Jossey-Bass, 2006. — P. 257–278. — ISBN 0787981168.